# Professional Fighters League
Pour les articles homonymes, voir PFL.
La Professional Fighters League, de son sigle PFL, est une ligue américaine d'arts martiaux mixtes fondée en 2017 par le capital-risqueur Donn Davis et lancée officiellement en 2018,. Issue de l'acquisition et de la restructuration de l'ancienne promotion World Series of Fighting (WSOF) par MMAX Investment Partners,, la PFL est la première grande organisation de MMA à proposer un format compétitif basé sur une saison régulière, des phases éliminatoires et un championnat, rompant avec le modèle traditionnel de combats annuels.
La Professional Fighters League organise actuellement des combats dans six catégories de poids : poids plume, poids léger féminin, poids léger, poids welters, poids mi-lourds et poids lourds. En complément, elle propose une division spéciale appelée « Super Fight », qui n’est pas définie par des limites de poids, mais plutôt par le statut et la notoriété des combattants qui y participent,.
Les matchs de la PFL se déroulent dans une cage à dix côtés appelée SmartCage, conçue pour les arts martiaux mixtes. Les combats suivent les règles unifiées des arts martiaux mixtes, à une exception notable : la PFL interdit tous les coups de coude,,.
L’événement inaugural de la PFL s’est tenu le 7 juin 2018 au Hulu Theater du Madison Square Garden à New York. À l’issue de cette première saison, chaque champion des six catégories de poids a reçu un prix de championnat d’un montant de 1 million de dollars,.

## Histoire

### Fondation et acquisition du WSOF

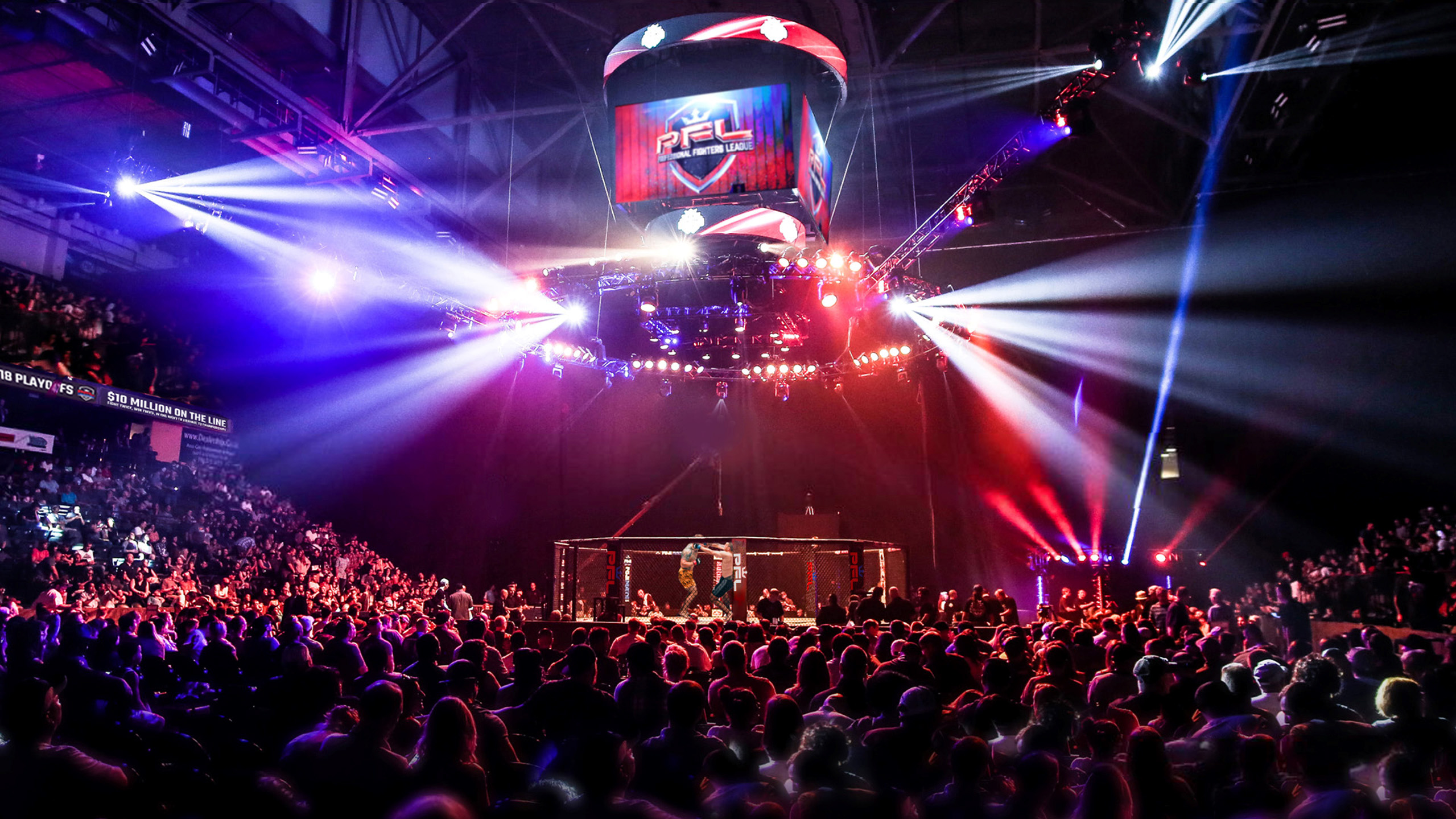
Événement de la Professional Fighters League en 2018

Les World Series of Fighting ont été fondées en 2012, après la signature d’un accord de diffusion avec NBC Sports Network. Peu après l’annonce de leur premier événement, il a été confirmé que Bas Rutten et Michael Schiavello officieraient en tant que commentateurs, tandis que Jazz Securo devenait la voix officielle et l’annonceur du ring. Le WSOF a organisé plus de 35 événements dans divers pays, notamment les États-Unis, le Canada, le Japon, la Chine et les Philippines. Cette organisation était particulièrement reconnue pour avoir accueilli des combattants renommés tels que Justin Gaethje, Marlon Moraes et Lance Palmer.
En 2017, MMAX Investment Partners, un groupe d'investisseurs basé à McLean en Virginie, comprenant des personnalités comme le financier Russ Ramsey, Mark Leschly, l'homme d'affaires Ted Leonsis, le propriétaire des Nationals de Washington, Mark Lerner, et Glenn Youngkin, a acquis les actifs des World Series of Fighting. Il a été annoncé que le WSOF serait restructuré pour devenir la Professional Fighters League (PFL), sous la direction de Donn Davis, avec une saison inaugurale prévue pour 2018 ,,.
Après cette restructuration, plusieurs figures clés du WSOF ont rejoint la PFL : le PDG du WSOF, Carlos Silva, est devenu président de la PFL, et le président et cofondateur du WSOF, Ray Sefo, a été nommé président des opérations de combat. Ancien combattant de MMA et sextuple champion du monde de muay-thaï, Sefo a apporté son expertise à la nouvelle organisation,. En janvier 2018, l'ancien dirigeant de la National Football League, Peter Murray, a été nommé PDG de la ligue,.
Lors de sa saison inaugurale en tant que PFL, la promotion a introduit un modèle de ligue unique, devenant ainsi la première organisation de MMA à adopter ce format,.

### 2020–2021

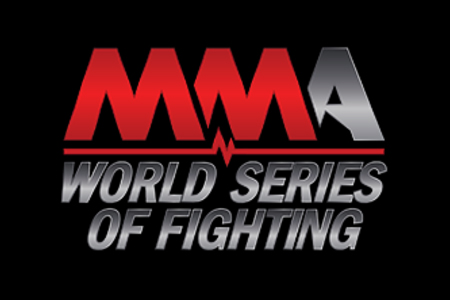
L'ancien logo WSOF/PFL (2012-2018)

En octobre 2020, la PFL a conclu un partenariat avec l'application de récompenses basée sur la blockchain Socios.com. Ce partenariat a permis à la PFL de lancer un NFT destiné aux fans, devenant ainsi la première ligue sportive à proposer ce type de jeton.
En février 2021, la PFL annonce une levée de fonds de 65 millions de dollars, portant le financement total à 175 millions de dollars. Ce tour de financement a été mené par Ares Capital, Elysian Park Ventures et Knighthead Capital,,,.
En mars 2021, l'athlète légendaire de football américain Ray Lewis rejoint le conseil consultatif des athlètes de la PFL, apportant son expertise et son prestige à l'organisation,.
En avril 2021, l'ancien running back de la NFL Marshawn Lynch et le rappeur Wiz Khalifa sont devenus investisseurs dans la PFL. Lynch a rejoint le groupe des propriétaires, tandis que Khalifa a été nommé conseiller,,,. Ce même mois, DraftKings est désigné comme le premier partenaire officiel de paris sportifs et de ligue fantasy de la PFL. DraftKings sponsorise les émissions pré-combat de la ligue et utilisé sa technologie de suivi en temps réel pour proposer des paris supplémentaires,.
En août 2021, PFL a annoncé un partenariat à long terme avec Legends Hospitality, la société achetant une participation minoritaire.
En août 2021, la PFL a annoncé un partenariat à long terme avec Legends Hospitality, une entreprise qui a acquis une participation minoritaire dans la ligue,.

### Depuis 2022
En avril 2022, l'éditeur de jeux Rival Games signe un partenariat avec la PFL, le premier de l'entreprise avec une organisation de MMA. Ce partenariat visait à créer une communauté de joueurs pour la PFL et permettre aux fans d'organiser des tournois. Le même mois, la PFL a conclu un accord avec la plateforme sociale millions.co pour le streaming de groupe/party.
En mai 2022, la PFL a annoncé avoir levé 30 millions de dollars dans une nouvelle ronde de financement pour soutenir ses efforts d'expansion mondiale et sa nouvelle division Pay-per-view,. L'athlète de baseball Alex Rodriguez participe à cette levée de fonds et, avec Daniel Leff rejoint le conseil d'administration de la PFL,. Ce mois-là, Peter Murray, le PDG de la PFL annonce au New York Post que la PFL reviendrait à New York pour ses playoffs 2022, avec le premier match des playoffs qui se tiendrait au Hulu Theater du Madison Square Garden le 5 août 2022. Plus tard dans le mois, Live Nation Entertainment signe un accord avec la PFL pour diffuser les playoffs 2022 au Royaume-Uni. La PFL prévoyait d'organiser des matchs de playoffs à l'International Arena de Cardiff et à la Copper Box de Londres en août 2022, après un premier événement à New York.
En juin 2022, la combattante de la PFL et double championne des poids légers Kayla Harrison est nomminée pour l'ESPY Awards.
En juillet 2022, la PFL annonce son projet de créer une ligue européenne, qui débutera en 2023. Cette ligue régionale sera appelée PFL Europe.
En janvier 2023, la PFL annonce une nouvelle division, appelée Super Fight, avec des événements diffusés en pay-per-view, cofondée par le célèbre influenceur devenu boxeur Jake Paul. Le titre de Jake Paul est Head of Fighter Advocacy. Les participants de la division Super Fight toucheront au moins 50 % des revenus du pay-per-view, un pourcentage bien plus élevé que les 20 % que touchent les combattants de l'UFC.
Après que dix athlètes de la PFL y compris d'anciens champions aient échoué à leurs tests de dépistage de drogues au cours de la première moitié de la saison 2023, l'organisation décide de recruter USADA (l'Agence américaine antidopage) pour superviser et tester ses athlètes pour les substances interdites, à l'instar de ce que son rival, l'UFC, a déjà mis en place.
Le 30 août 2023, la promotion annonce avoir vendu une participation minoritaire pour un investissement initial de 100 millions de dollars à SRJ Sports Investments, une branche du Fonds public d'investissement d'Arabie saoudite. Dans le cadre de l'accord, SRJ soutient la création de la ligue régionale PFL MENA (Moyen-Orient et Afrique du Nord). À la suite de cet accord, les événements de la série PPV Super Fight précédemment publiés seront organisés en Arabie saoudite. Cet investissement marque la première incursion de l'Arabie Saoudite dans le MMA et permettra à la PFL de « s'implanter dans le territoire du Moyen-Orient de l'UFC »,.

### Acquisition de Bellator MMA
Le 20 novembre 2023, il est annoncé que la PFL acquiert son concurrent Bellator MMA auprès de Paramount Global, dans le but de faire de la PFL « une puissance mondiale et prête à devenir un co-leader », selon le président Donn Davis,. Bien que le montant de l'achat ne soit pas divulgué, la valeur de Bellator est précédemment estimée à 500 millions de dollars. Dans le cadre de l'annonce, Davis confirme que la marque Bellator continue en tant que ligue séparée, « réinventée », avec ses athlètes pouvant participer aux événements de la PFL. Le premier événement croisé a lieu en février 2024 en Arabie Saoudite, avec des affrontements entre champions des deux promotions dans quatre catégories de poids, ainsi que le premier combat féminin de MMA organisé en Arabie saoudite,. Une série d'événements, Bellator Champions Series, est également mise en place, avec son événement inaugural prévu pour le 22 mars 2024, et d'autres événements programmés aux États-Unis, en Angleterre et en France plus tard dans l'année,.

## Format de combat et système de points
Les matchs de la PFL se déroulent dans une cage d'arts martiaux mixtes à 10 côtés, connue sous le nom de SmartCage, et suivent les règles unifiées des arts martiaux mixtes, à l'exception du fait que la PFL interdit tous les coups de coude,. Certains ont émis l'hypothèse que cette interdiction vise à éviter les blessures graves qui pourraient retarder les matchs futurs de la saison. Notamment, les prétendants au championnat sont sélectionnés à l'aide d'un système exclusif d'élimination basé sur les résultats.
Contrairement à la plupart des promotions, les combattants de la PFL concourent pour des points tout au long d'une saison. Chaque combattant de la saison régulière participe à deux combats de trois rounds. Chaque victoire rapporte 3 points, avec jusqu'à 3 points bonus pour un finish (knockout ou soumission), totalisant jusqu'à 6 points. Les égalités attribuent 1 point à chaque combattant. Les combattants reçoivent 3 points bonus pour un finish au premier round, pour un total de 6 points, également appelé "Quick Six", 2 points pour un finish au deuxième round, totalisant 5 points, et 1 point pour un finish au troisième round, totalisant 4 points. Par exemple, un combattant qui termine son adversaire au deuxième round obtiendrait un total de 5 points, tandis qu'une décision rapporterait 3 points. Si un combattant est en surpoids lors des pesées, il se verra retirer 1 point et ne pourra pas recevoir de points, même s'il gagne son combat,.
- Victoire : 3 points
- Défaite : 0 points
- Échec du poids à la pesée : -1 point (et ne peut gagner aucun point du combat)

- Points bonus pour terminer par KO ou Sub
  - Tour 1 : 3 points
  - Tour 2 : 2 points
  - Tour 3 : 1 point

À la fin de chaque saison régulière, les combattants de chaque division sont classés en fonction du total de leurs points et les quatre meilleurs classés accèdent aux éliminatoires. En demi-finale, le premier classé affronte le quatrième et le deuxième classé affronte le troisième. Les gagnants de ces combats s'affrontent ensuite lors d'un combat de championnat en 5 rounds, avec un prix de 1 000 000 $.
Avant 2021, les éliminatoires de la PFL comprenaient les 8 combattants les mieux classés. Dans la division des poids légers féminins, les quatre meilleures combattantes se qualifient pour les éliminatoires, selon les règles de 2019. Les quatre combattants qui se qualifient pour les éliminatoires avancent directement en demi-finale dans chaque division. Il n'y a plus de quarts de finale, ni de situation où un combattant doit concourir deux fois en une seule soirée.

## PFL Challenger Series
La PFL Challenger Series est une série américaine d'arts martiaux mixtes. Des combattants masculins et féminins jeunes et prometteurs s'affrontent pour obtenir une place dans la saison du tournoi PFL et une chance de remporter 1 million de dollars. Chaque semaine, la PFL Challenger Series inclut un panel de célébrités invitées, composé de personnalités du cinéma, du sport et des athlètes. Lors de la diffusion inaugurale de la PFL Challenger Series en 2021, le panel de célébrités comprenait les stars de la NFL Ray Lewis et Todd Gurley ainsi que les artistes Jeremy Piven et Wiz Khalifa,,,.
La première édition de la PFL Challenger Series a été diffusée en streaming sur FuboTV et Fubo Sports Network de février à avril 2022 .

## PFL Europe
En 2023, la PFL Europe met en vedette les meilleurs combattants européens émergents en MMA et les diffuses pendant les heures de grande écoute locales, avec tous les événements organisés en Europe.
Le premier événement a lieu le 25 mars 2023 à Newcastle, en Angleterre,,.

## PFL MENA
À la suite du premier événement PFL vs Bellator champion contre champion à Riyad, le premier événement majeur de MMA en Arabie saoudite, la PFL annonce le lancement de sa deuxième ligue internationale, PFL MENA, le 24 février 2024,,. Le premier événement de la promotion a lieu le 10 mai à Riyad, dans le cadre d'une saison de quatre événements avec 32 combattants répartis dans 4 catégories de poids, avec un grand prix de 100 000 $,.

## PFL Afrique
En juillet 2024, la PFL annonce le lancement de sa troisième ligue régionale, PFL Afrique. L'ancien champion poids lourd de l'UFC, Francis Ngannou, occupe le poste de président de la ligue, qui doit être lancée au deuxième trimestre de 2025.

## Roster
Pour chaque saison, le roster de la PFL commence avec 72 combattants répartis sur six catégories de poids : cinq catégories masculines et une catégorie féminine. La PFL signe également des combattants avec des contrats de développement via le PFL Challenger Series. Ces combattants apparaissent parfois comme des remplaçants pendant la saison de la ligue ou dans des combats d'exhibition en ouverture des événements de la ligue.
Pour la saison 2018, le roster de la PFL comptait 72 combattants dans six catégories de poids. En 2019, le roster comptait 68 combattants répartis sur six catégories, avec l'ajout d'une nouvelle catégorie de poids féminin en léger,.

### Champions

#### Champions du monde PFL de 2018
| Division       | Limite de poids supérieure      | Champion               | Date                        |
| -------------- | ------------------------------- | ---------------------- | --------------------------- |
| Poids lourd    | 265 livres (120 kg; 18,9 st)    | Philippe Lins          | 31 décembre 2018 ( PFL 11 ) |
| Poids mi-lourd | 205 livres (93 kg; 14,6 st)     | Sean O'Connell         | 31 décembre 2018 ( PFL 11 ) |
| Poids moyen    | 185 livres (84 kg; 13,2 st)     | Louis Taylor           | 31 décembre 2018 ( PFL 11 ) |
| Poids welter   | 170 livres (77 kg; 12 pièces)   | Magomed Magomedkerimov | 31 décembre 2018 ( PFL 11 ) |
| Léger          | 155 livres (70 kg; 11,1 kg)     | Natan Schulte          | 31 décembre 2018 ( PFL 11 ) |
| Poids plume    | 145 livres (66 kg; 10,5 pièces) | Lance Palmer           | 31 décembre 2018 ( PFL 11 ) |

#### Champions du monde PFL de 2019
| Division                       | Limite de poids supérieure      | Champion          | Date                        |
| ------------------------------ | ------------------------------- | ----------------- | --------------------------- |
| Poids lourd                    | 265 livres (120 kg; 18,9 st)    | Ali Issaïev       | 31 décembre 2019 ( PFL 10 ) |
| Poids mi-lourd                 | 205 livres (93 kg; 14,6 st)     | Emiliano Sordi    | 31 décembre 2019 ( PFL 10 ) |
| Poids welter                   | 170 livres (77 kg; 12 pièces)   | Ray Cooper III    | 31 décembre 2019 ( PFL 10 ) |
| Léger                          | 155 livres (70 kg; 11,1 kg)     | Natan Schulte (2) | 31 décembre 2019 ( PFL 10 ) |
| Poids plume                    | 145 livres (66 kg; 10,5 pièces) | Lance Palmer (2)  | 31 décembre 2019 ( PFL 10 ) |
| Chaussures légères pour femmes | 155 livres (70 kg; 11,1 kg)     | Kayla Harrison    | 31 décembre 2019 ( PFL 10 ) |

#### Champions du monde PFL de 2021
| Division                       | Limite de poids supérieure      | Champion              | Date                       |
| ------------------------------ | ------------------------------- | --------------------- | -------------------------- |
| Poids lourd                    | 265 livres (120 kg; 18,9 st)    | Bruno Cappelozza      | 27 octobre 2021 ( PFL 10 ) |
| Poids mi-lourd                 | 205 livres (93 kg; 14,6 st)     | Antônio Carlos Júnior | 27 octobre 2021 ( PFL 10 ) |
| Poids welter                   | 170 livres (77 kg; 12 pièces)   | Ray Cooper III (2)    | 27 octobre 2021 ( PFL 10 ) |
| Léger                          | 155 livres (70 kg; 11,1 kg)     | Raush Manfio          | 27 octobre 2021 ( PFL 10 ) |
| Chaussures légères pour femmes | 155 livres (70 kg; 11,1 kg)     | Kayla Harrison (2)    | 27 octobre 2021 ( PFL 10 ) |
| Poids plume                    | 145 livres (66 kg; 10,5 pièces) | Movlid Khaybulaev     | 27 octobre 2021 ( PFL 10 ) |

#### Champions du monde PFL 2022
| Division                       | Limite de poids supérieure      | Champion              | Date                        |
| ------------------------------ | ------------------------------- | --------------------- | --------------------------- |
| Poids lourd                    | 265 livres (120 kg; 18,9 st)    | Ante Delija           | 25 novembre 2022 ( PFL 10 ) |
| Poids mi-lourd                 | 205 livres (93 kg; 14,6 st)     | Rob Wilkinson         | 25 novembre 2022 ( PFL 10 ) |
| Poids welter                   | 170 livres (77 kg; 12 pièces)   | Sadibou Sy            | 25 novembre 2022 ( PFL 10 ) |
| Léger                          | 155 livres (70 kg; 11,1 kg)     | Olivier Aubin-Mercier | 25 novembre 2022 ( PFL 10 ) |
| Chaussures légères pour femmes | 155 livres (70 kg; 11,1 kg)     | Larissa Pacheco       | 25 novembre 2022 ( PFL 10 ) |
| Poids plume                    | 145 livres (66 kg; 10,5 pièces) | Brendan Loughnane     | 25 novembre 2022 ( PFL 10 ) |

##### Champions du monde PFL de 2023
| Division           | Limite de poids supérieure      | Champion                   | Date                        |
| ------------------ | ------------------------------- | -------------------------- | --------------------------- |
| Poids lourd        | 265 livres (120 kg; 18,9 st)    | Renan Ferreira             | 24 novembre 2023 ( PFL 10 ) |
| Poids mi-lourd     | 205 livres (93 kg; 14,6 st)     | Impa Kasanganay            | 24 novembre 2023 ( PFL 10 ) |
| Poids welter       | 170 livres (77 kg; 12 pièces)   | Magomed Magomedkerimov (2) | 24 novembre 2023 ( PFL 10 ) |
| Léger              | 155 livres (70 kg; 11,1 kg)     | Olivier Aubin-Mercier (2)  | 24 novembre 2023 ( PFL 10 ) |
| Poids plume        | 145 livres (66 kg; 10,5 pièces) | Jésus Pinedo               | 24 novembre 2023 ( PFL 10 ) |
| Poids plume femmes | 145 livres (66 kg; 10,5 pièces) | Larissa Pacheco            | 24 novembre 2023 ( PFL 10 ) |

##### Champions d'Europe PFL 2023
| Division            | Limite de poids supérieure  | Champion          | Date                             |
| ------------------- | --------------------------- | ----------------- | -------------------------------- |
| Poids mi-lourd      | 205 livres (93 kg; 14,6 st) | Jakob Nedoh       | 8 décembre 2023 ( PFL Europe 4 ) |
| Léger               | 155 livres (70 kg; 11,1 kg) | Jakub Kaszuba     | 8 décembre 2023 ( PFL Europe 4 ) |
| Poids coq           | 135 livres (61 kg; 9,6 st)  | Khurshed Kakhorov | 8 décembre 2023 ( PFL Europe 4 ) |
| Poids mouche femmes | 125 livres (57 kg; 8,9 st)  | Dakota Ditcheva   | 8 décembre 2023 ( PFL Europe 4 ) |

### Signatures de combattants
En novembre 2020, la double médaillée d'or olympique et numéro 2 des classements pound-for-pound chez les femmes, Claressa Shields, signe un contrat de trois ans avec la Professional Fighters League pour combattre dans la catégorie féminine des poids légers. Shields prévoit de concilier la boxe et le MMA.
En décembre 2020, l'ancien champion des poids légers de l'UFC, Anthony Pettis, rejoint la Professional Fighters League avant la saison régulière de 2021, quittant ainsi la promotion UFC où il avait combattu pendant près d'une décennie.
En janvier 2023, l'influenceur YouTube Jake Paul annonce avoir signé un contrat avec la PFL pour participer à leur division Super Fight, qu'il a contribué à lancer. Bien que les termes du contrat n'aient pas été divulgués, le président Donn Davis a confirmé qu'il s'agissait d'un accord pluriannuel avec plusieurs combats. Dans le cadre de cet accord, Paul a été nommé responsable de la promotion des combattants (head of fighter advocacy), où il devra promouvoir les combattants de la PFL et aider à leur recrutement. Il est également devenu propriétaire minoritaire de la marque PFL. Lors de sa participation à l'émission The MMA Hour, Davis a évoqué un possible début de Jake Paul dans un combat de la PFL au quatrième trimestre de 2024.
En mai 2023, l'ex-champion des welters de Glory, Cédric Doumbè, signe un contrat avec la PFL et devrait participer aux playoffs de PFL Europe en septembre 2023. Après avoir quitté l'UFC en janvier 2023, l'ex-champion des poids lourds Francis Ngannou a rejoint l'organisation en mai 2023, un recrutement que le PDG Peter Murray a qualifié de leur "signature numéro un" à l'époque,,. L'accord avec Ngannou a été décrit comme un "partenariat stratégique" avec la PFL, lui offrant des parts dans l'organisation, un rôle de leader au sein du conseil consultatif de la promotion, et la possibilité de poursuivre des combats en dehors de la boxe. Dans le cadre de cet accord, Ngannou a également été nommé président de PFL Afrique. Il concourra dans la division Super Fight de la PFL et devrait affronter Renan Ferreira pour son premier combat.

## Événements

### Historique des événements

#### 2018
La saison inaugurale du PFL comptait 72 combattants, répartis dans six catégories de poids, et a eu lieu sur sept événements de saison régulière, les jeudis soirs des mois de juin, juillet et août. Les huit meilleurs combattants de chaque catégorie de poids se sont affrontés lors de combats éliminatoires à élimination simple, organisés sous forme de bracket (tournoi à élimination directe), qui se sont déroulés les samedis soirs d'octobre. La saison 2018 du PFL s'est terminée le 31 décembre 2018, avec six combats de championnat consécutifs, où les combattants se disputaient une cagnotte totale de 10 millions de dollars. La première saison a notamment été marquée par un combat entre Andre Harrison et Jumabieke Tuerxun et a inclus des combats dans les divisions poids plume et poids lourd,.
En 2018, les sept événements de la saison régulière du PFL se sont déroulés dans plusieurs lieux emblématiques : le Hulu Theater du Madison Square Garden, le Chicago Theatre, le GWU Smith Center, le Nassau Coliseum et l'Ocean Resort Casino. Les éliminatoires ont eu lieu dans des endroits prestigieux tels que le centre de congrès Ernest N. Morial, la Long Beach Arena et l'East Entertainment and Sports Arena de St. Elizabeths. L'événement de championnat de la saison 2018 s'est tenu au Hulu Theater du Madison Square Garden.

#### 2019
La saison régulière 2019 du PFL comprenait six catégories de poids et six événements s'étalant de mai à août. Les séries éliminatoires se composent de trois événements et la saison culmine avec l'événement de championnat le soir du Nouvel An 2019.

#### 2020
La saison PFL 2020 a été reportée en raison de la pandémie de COVID-19. Pour soulager la pression financière exercée sur les athlètes pendant cette période, l'organisation a décidé d'octroyer des stipendies mensuels aux combattants sous contrat. Le montant de ces stipendies est d'environ 1 000 $ par mois. Les réactions des combattants sont mitigées : Lance Palmer a exprimé son mécontentement à propos du montant, tandis que Natan Schulte a salué cette aide financière,.
En septembre 2020, la PFL a lancé une nouvelle série intitulée "Inside the Season", produite en partenariat avec le United States Marine Corps. Cette série suit le parcours des combattants de la PFL, couvrant leur entraînement, leur saison régulière, les playoffs et les championnats. Narrée par l'acteur John C. McGinley, elle est diffusée sur ESPNews.

#### 2021
La double championne olympique et boxeuse féminine numéro un au classement mondial, Claressa Shields, signe un contrat de trois ans avec la Professional Fighters League pour concourir dans la division Poids Léger Féminin. Parallèlement, l'ancien champion des poids légers de l'UFC, Anthony Pettis, rejoint la PFL avant la saison régulière de 2021 ,,.
La liste des combattants de la PFL en 2021 comptait 60 combattants répartis sur six catégories de poids. Parmi les ajouts de dernière minute à la saison figuraient les poids welters Gleison Tibau, Alexey Kunchenko et Jason Ponet, les poids plumes Chris Wade et Anthony Dizy, les poids légers féminins Kaitlin Young et Taylor Guardado, ainsi que le poids mi-lourd Nick Roehrick.
En décembre 2021, la PFL annoncE un partenariat pluriannuel avec le fournisseur de télévision en streaming FuboTV, via son Fubo Sports Network, pour son PFL Challenger Series. Ce nouvel événement, qui doit débuter en février 2022, verra des combattants se battre pour obtenir un contrat avec la PFL et comportera un panel de juges célébrités, un vote du public, ainsi que des éléments de paris sportifs et de gamification.

## Diffuseur
Le 29 janvier 2018, la Professional Fighters League (PFL) a annoncé avoir conclu un accord de distribution multi-plateformes pour la saison inaugurale de 2018 avec NBC Sports Group et Facebook. Aux États-Unis, NBC Sports Group a lancé une franchise en direct du jeudi soir pour la PFL, diffusant sept événements de la saison régulière en prime time, exclusivement sur NBCSN, du 7 juin 2018 jusqu'à la fin août 2018. Les événements diffusés sur NBCSN étaient également disponibles en streaming sur NBC Sports et l'application NBC Sports. Tous les événements de la saison régulière ont également été rediffusés en soirée sur NBCSN. En dehors des États-Unis, Facebook a diffusé jusqu'à six heures de couverture en direct pour chaque événement. Facebook a également lancé chaque événement avec une émission en direct de 30 minutes avant les combats et l’a clôturé avec une émission en direct de 30 minutes après les combats. Aux États-Unis, les fans pouvaient regarder les trois premières heures de couverture des combats sous-cards sur Facebook avant la diffusion en direct des combats principaux sur NBCSN.
À partir de février 2019, les événements de la PFL sont diffusés par ESPN aux États-Unis et TSN au Canada. Les événements de la PFL et les matchs des éliminatoires sont diffusés sur ESPN+ et ESPN2, tandis que l'événement de championnat, qui a lieu le soir du Nouvel An, est diffusé exclusivement sur ESPN2 et ESPN Deportes,.
La distribution internationale de la PFL est gérée par le distributeur de droits des sports de combat Fighting Spirit. La PFL est diffusée sur Claro Sports en Amérique hispanique, Combate au Brésil, MMA TV au Royaume-Uni et dans les pays nordiques, Match TV et Boets TV en Russie, JSBC en Chine, beIN Sports au Moyen-Orient et en Afrique du Nord, et ESPN en Afrique subsaharienne.
En août 2020, la PFL a lancé une plateforme OTT (over-the-top) via son application mobile. En octobre 2021, la PFL a signé un accord de distribution avec la société de médias sportifs Wave.tv,.
En 2021, la PFL est diffusée dans 160 pays, par le biais de partenaires médias comme ESPN aux États-Unis, Globo au Brésil, qui a renouvelé ses droits en tant que partenaire de diffusion exclusif pour le pays dans le cadre d'un accord pluriannuel en mars 2024, Bild en Allemagne, RMC Sports en France, Eurosport en Inde et Telesport en Russie,. En janvier 2022, il a été annoncé que PFL et ESPN ont conclu une prolongation de contrat pluriannuelle pour les droits de diffusion aux États-Unis.
En octobre 2022, la PFL est diffusée par Fast Sports HD au Pakistan[réf. nécessaire].